# Charles Tulasne
Charles Tulasne (5 de Setembro de 1816 - 28 de Agosto de 1884) foi um médico e micologista francês nascido em Langeais no departamento de Indre-et-Loire. Terminou a sua formação médica em 1840 e exerceu medicina em Paris até 1854. Mais tarde trabalhou com o seu irmão mais velho Louis René Tulasne (1815–1885) em micologia. Morreu em Hyères, departamento de Var.
Além de assistir o seu irmão na classificação e estudo de fungos, Charles Tulasne colaborou com Louis em numerosas publicações científicas. É conhecido pelas suas excelentes ilustrações, particularmente na obra em três volumes Selecta Fungorum Carpologia. Relativamente à qualidade artística do seu trabalho, Charles Tulasne é muitas vezes chamado "O Audubon dos Fungos".
O gênero Tulasnella nomeado em homenagem a Charles Tulasne.